# Cambra dels Lords
La Cambra dels Lords (en anglès House of Lords) és la Cambra alta del Parlament del Regne Unit. El Parlament també inclou el Sobirà i la Cambra baixa, anomenada la Cambra dels Comuns.

## Orígens
L'origen de la cambra es remunta al segle xiv i des de llavors ha tingut una existència quasi contínua, encara que el nom es va adoptar el 1544. Va ser abolida el 1649 pel govern revolucionari de Cromwell i restaurada el 1660.
Actualment té un paper simbòlic i tradicional. El 1911, es va aprovar la Parliament Act pel qual tota la legislació excepte els pressupostos podien ser endarrerits en la seva aprovació un any pels Lords, però no rebutjada. El 1968, es va aprovar un projecte de reforma que pretenia acabar amb els privilegis aristocràtics dels seus membres. El govern de Tony Blair ha continuat les reformes legislatives per a treure importància a aquesta Cambra; el 1999, es va dictaminar que els Lords no eren hereditaris, sinó triats entre els aristòcrates. Actualment, només el Duc de Norfolk i el Marquès de Cholmondley segueixen sent hereditaris a conseqüència de ser Grans Oficials de l'Estat. El Duc de Norfolk és l'encarregat de l'obertura del parlament, així com de la coronació i dels funerals d'Estat. Per la seva banda, la Cambra de Lords entre 1998 i 1999, també va tenir la funció d'enjudiciar el General Augusto Pinochet, que va ser detingut a Londres el 16 d'octubre de 1998. Fins ara, la Cambra alta està composta de 746 membres.
Durant el govern de Keir Starmer, el diputat laborista Pat McFadden va presentar un projecte de llei el 5 de setembre de 2024 per a la reforma de la Cambra dels Lords, com disposava el programa electoral laborista per a les eleccions generals del Regne Unit de 2024 limitant l'edat als diputats i l'eliminació dels 92 pars hereditaris.

## Galeria d'imatges

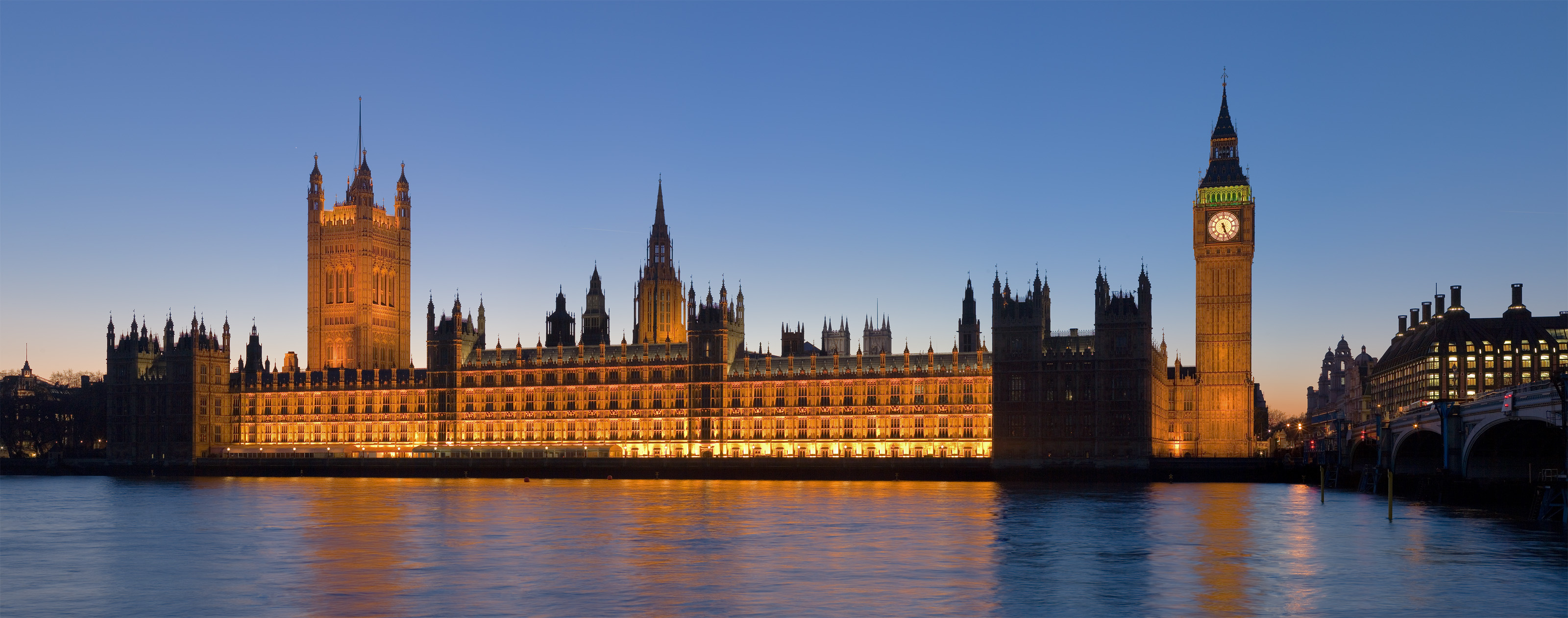
Palau de Westminster, seu de la House of Lords.
Escut de la Cambra dels Lords